# Liste australischer Inseln
In der Liste australischer Inseln befindet sich eine Auswahl der 8.222 Inseln, die Australien in seinen nationalen Seegrenzen besitzt. Sie ist nach den australischen Bundesländern geordnet.
Die größten Inseln Australiens sind Tasmanien 68.332 km²; Melville Island 5.786 km²; Kangaroo Island 4.416 km²; Groote Eylandt 2.285 km²; Bathurst Island 1.693 km²; K’gari 1.653 km²; Flinders Island 1.359 km²; King Island 1.091 km² und Mornington Island 1.002 km².
Australien wird oft als Inselkontinent oder Insel bezeichnet, obwohl das irreführend ist, weil es sich um einen Kontinent handelt.

## Australian Capital Territory
- Aspen Island

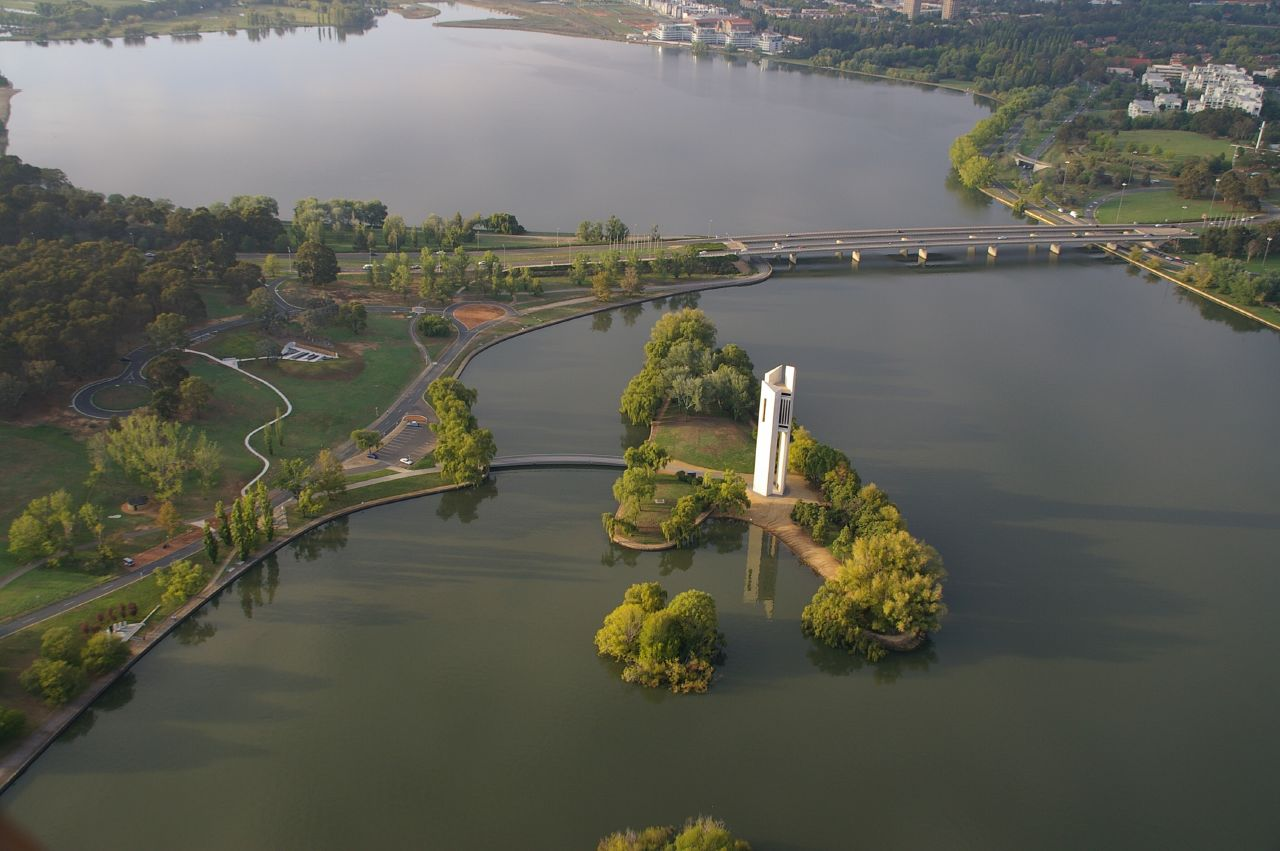
Aspen Island in einem Stausee Canberra

- Bowen Island (im Jervis Bay Territory)
- Pine Island
- Spinnaker Island
- Springbank Island

## New South Wales
- Ball’s Pyramid

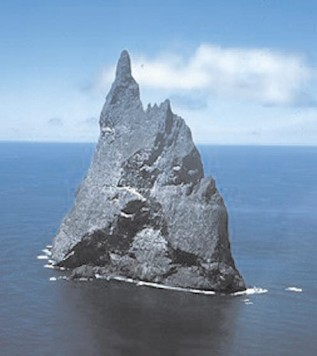
Ball’s Pyramid

- Bare Island im Norden der Botany Bay
- Chatsworth Island im Clarence River
- Clark Island im Sydney Harbour
- Cockatoo Island im Sydney Harbour
- Dangar Island, eine kleine bewaldete Insel im Hawkesbury River
- Darling Island, heute keine Insel mehr
- Esk Island im Norden des Clarence River
- Fort Denison, auch Pinchgut genannt
- Five Islands Nature Reserve, eine Inselgruppe an Küste nahe Wollongong
- Garden Island, keine Insel mehr
- Glebe Island, keine Insel mehr
- Goat Island, eine Felsen-Insel im Port Jackson
- Green Island, eine kleine Insel am Smoky Cape
- Harwood Island im Clarence River
- Lion Island, im Hawkesbury River
- Long Island, im Hawkesbury River
- Lord-Howe-Insel, eine schmale Insel im Pazifik 600 km östlich des australischen Festlands
- Montague Island, 9 km von Narooma an der Südküste von New South Wales
- Muttonbird Island eine Insel im Coffs Harbour
- Oxley Island
- Pulbah Island, die größte Insel im Lake Macquarie
- Rodd Island, eine kleine Insel im Parramatta River
- Sanctuary Island, eine kleine Insel im Narrabeen Lake
- Scotland Island, eine Insel im Norden von Sydney
- Shark Island, eine Insel im Sydney Harbour
- Snapper Island, eine Insel im Sydney Harbour
- Spectacle Island, eine Insel im Hawkesbury River
- Spectacle Island, eine Insel im Sydney Harbour
- Solitary Islands
- Wasp Island, eine Insel im Durras Inlet in der Batemans Bay[2]
- Woodford Island, eine Insel im Clarence River im äußersten Norden von New South Wales

## Northern Territory

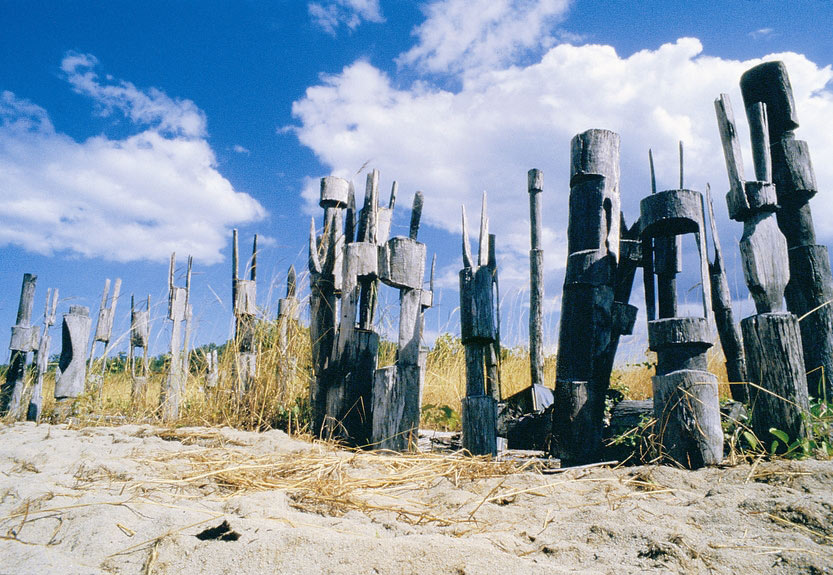
Grabpfähle auf der Tiwi-Insel

- Bathurst Island
- Bickerton Island
- Bremer Island
- Connexion Island
- Crocodile Islands
- Croker Island
- Elcho Island
- Goulburn Islands
- Groote Eylandt
- Howard Island
- Marchinbar Island
- Melville Island
- Quail Island
- Sir Edward Pellew Group
- Tiwi Islands
- Vanderlin Island
- Wessel Islands
- West Island, Torres Strait

## Queensland

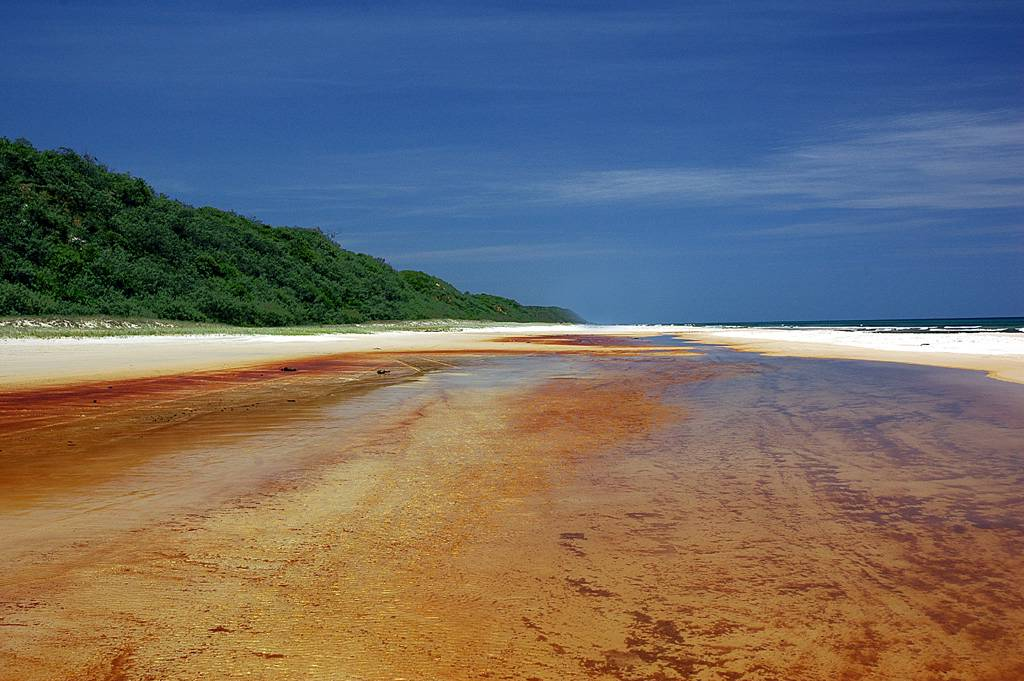
K’gari, 2006

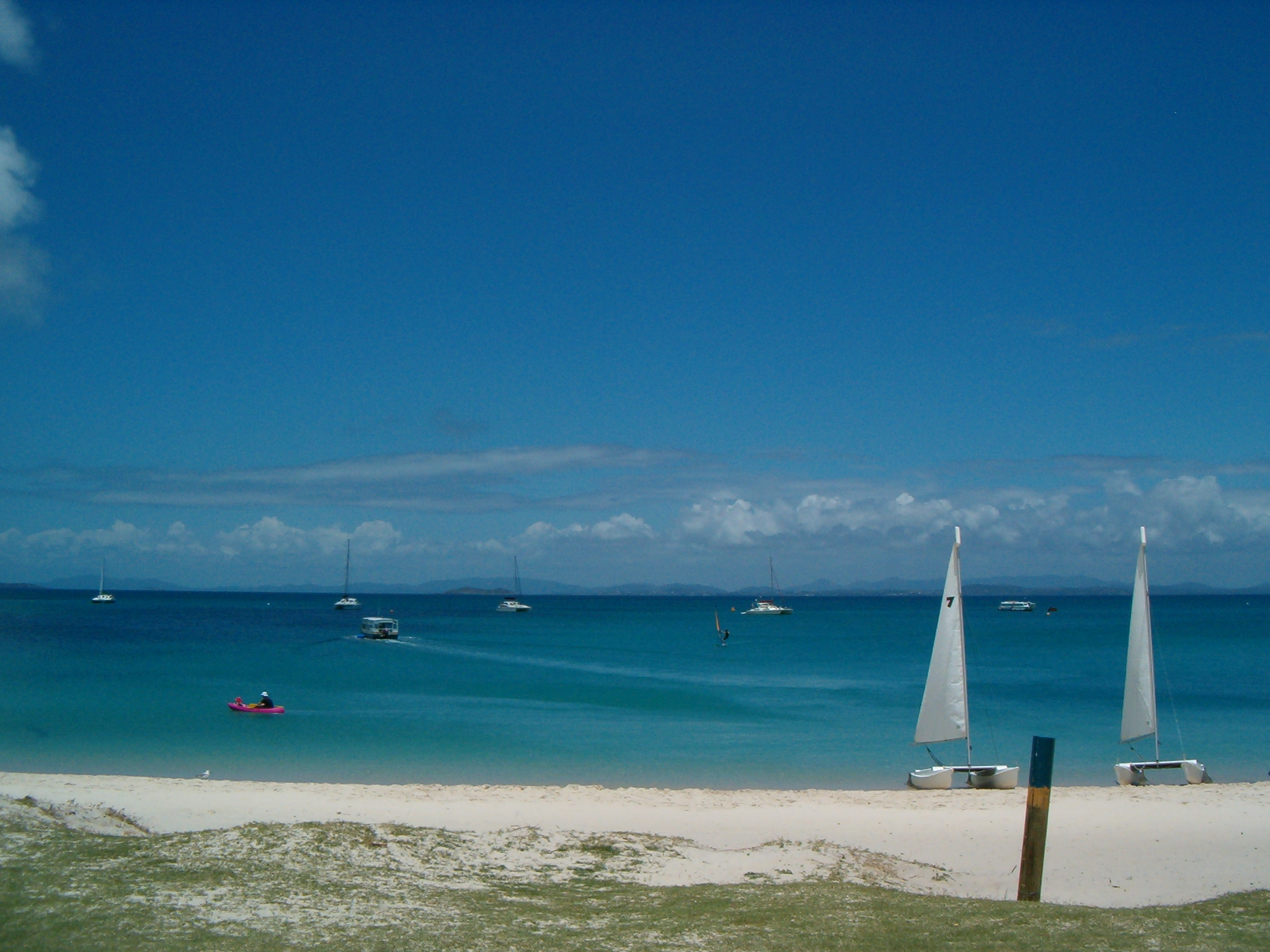
Great Keppel Island, 2007

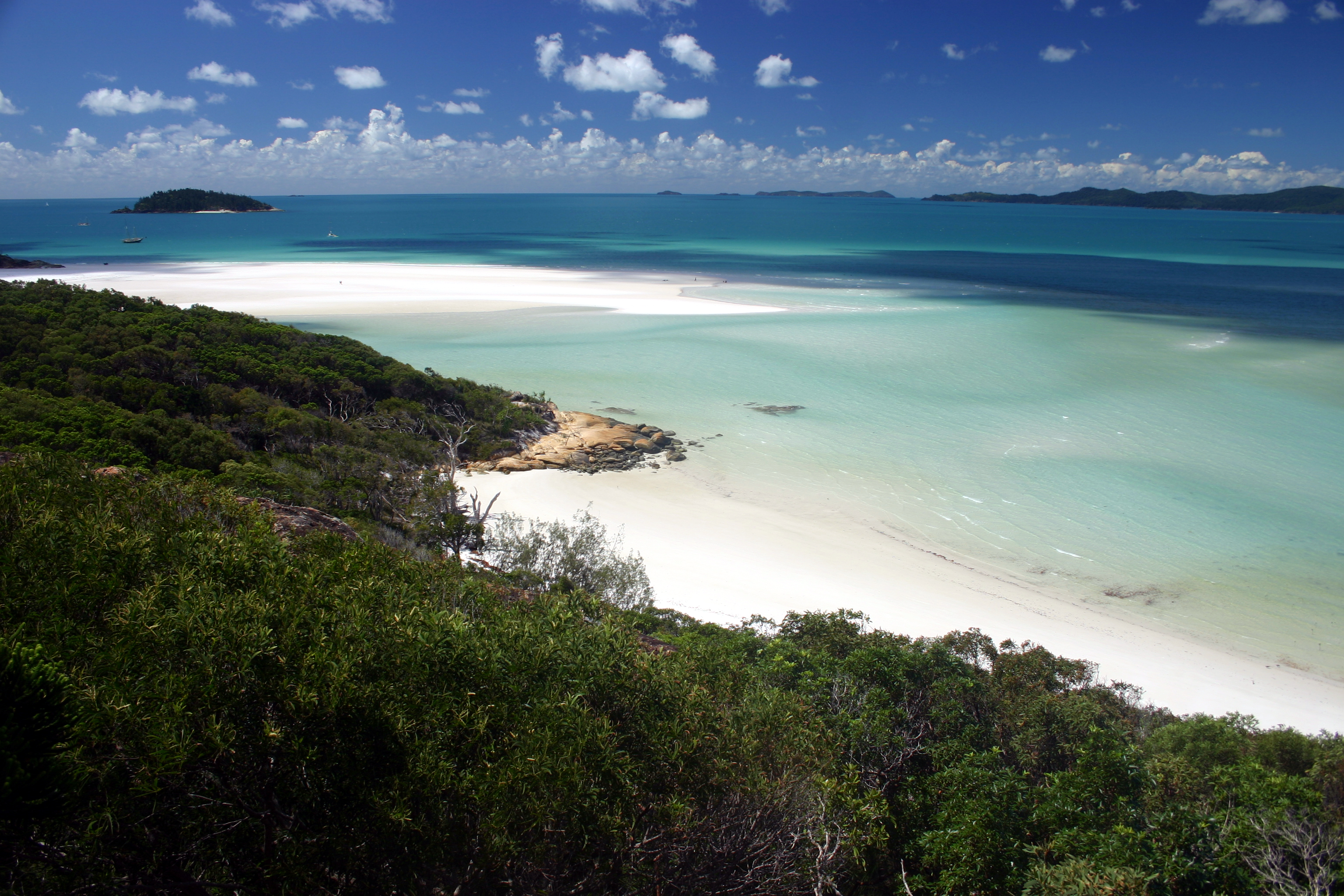
Whitehaven Beach, Whitsunday Island, 2008

Die 129 Inseln der Torres Strait befinden sich in einer gesonderten Liste von Torres-Strait-Inseln.
- Armit Island
- Bribie Island
- Brisk Island
- Brook Islands besteht aus drei Inseln: North, Tween und Middle.
- Cumberland Islands Group
  - Brampton Island
  - Whitsundays Islands Group
    - Daydream Island
    - Dent Island
    - Hamilton Island
    - Hayman Island
    - Hook Island
    - Keswick Island
    - Long Island
    - South Molle Island

  - Lindeman Islands Group
  - Anchor Islands
  - Sir James Smith Islands
- Coochiemudlo Island
- Curacoa Island
- Darnley Island
- Dunk Island
- Eclipse Island
- Esk Island
- Fantome Island
- Falcon Island
- Fisherman’s Island, keine Insel mehr, sondern in den Hafenanlagen von Port of Brisbane integriert
- Fitzroy Island
- Frankland Islands
  - Russell Island
- Goold Island
- Great Keppel Island
- Great Palm Island
- Green Island im Green Island National Park
- Heron Island
  - Hinchinbrook Island
- K’gari, die größte Sandinsel der Erde
- Lady-Elliot-Insel
- Lady-Musgrave-Insel
- Long Island
- Lizard Island
- Mabuiag
- Magnetic Island
- Mipe
- Moa Island
- Moimi
- Moretoninsel
- Mornington Island
- North Stradbroke Island
- Northumberland Islands
- Orpheus Island
- Packe Island
- Passage-Insel
- Peel Island
- Pelorus Island
- Pentecost Island, Queensland
- Percy Island
- Poll Island
- Portlock Island
- Prince of Wales Island
- Restoration Island
- Shaw Island
- Snapper Island
- South Molle Island
- South Stradbroke Island
- Southern Moreton Bay Islands
  - Russell Island
  - Macleay Island
  - Lamb Island
  - Karragarra Island
- Sunday Island
- Tahab
- Wellesley Islands
- Widul

## South Australia
- Althorpe Islands
  - Althorpe Island
  - Haystack Island
  - Seal Island
- Boston Island
- Gambier Islands
  - Wedge Island
  - North Island
- Granite Island
- Hindmarsh Island

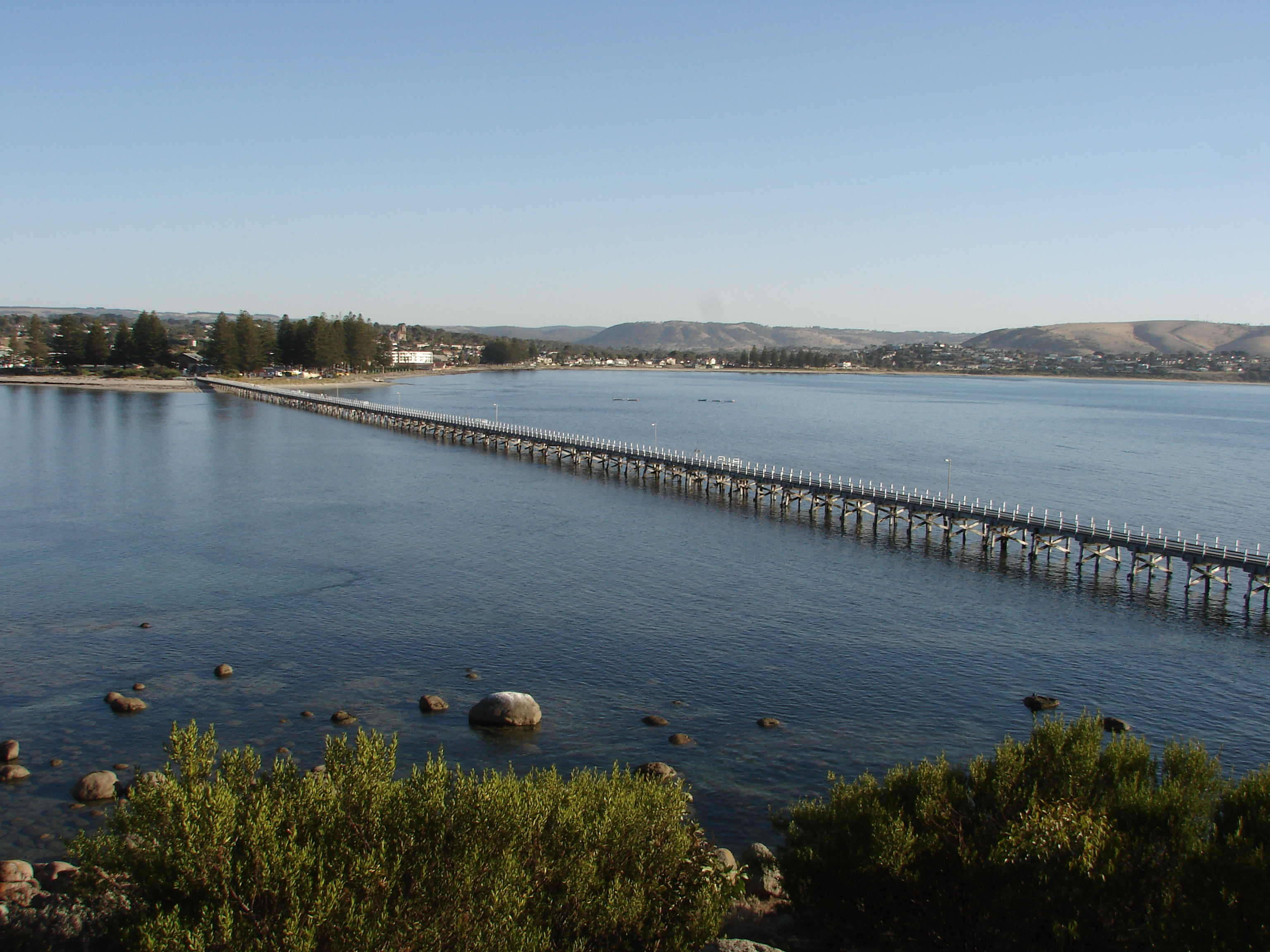
630 Meter lange Holzbrücke nach Granite Island

- Känguru-Insel, Australiens drittgrößte Insel
- Neptune Island
- Nuyts Archipelago
- Flinders Island
- Owen Island
- Pearson Isles
- Sir-Joseph-Banks-Inseln
  - Blyth Island
  - Boucaut Island
  - Howard Rock
  - Dalby Island
  - Dangerous Reef
  - Duffield Island
  - English Island
  - Hareby Island
  - Kirkby Island
  - Langton Island
  - Lusby Island
  - Marum Island
  - Partney Island
  - Reevesby Island
  - Roxby Island
  - Seal Rock
  - Sibsey Island
  - Spilsby Island
  - Stickney Island
  - Smith Rock
  - Winceby Island
- St Francis Island
- St Peter Island
- Taylor Island
- Thistle Island
- Torrens Island
- Wardang Island

## Tasmanien

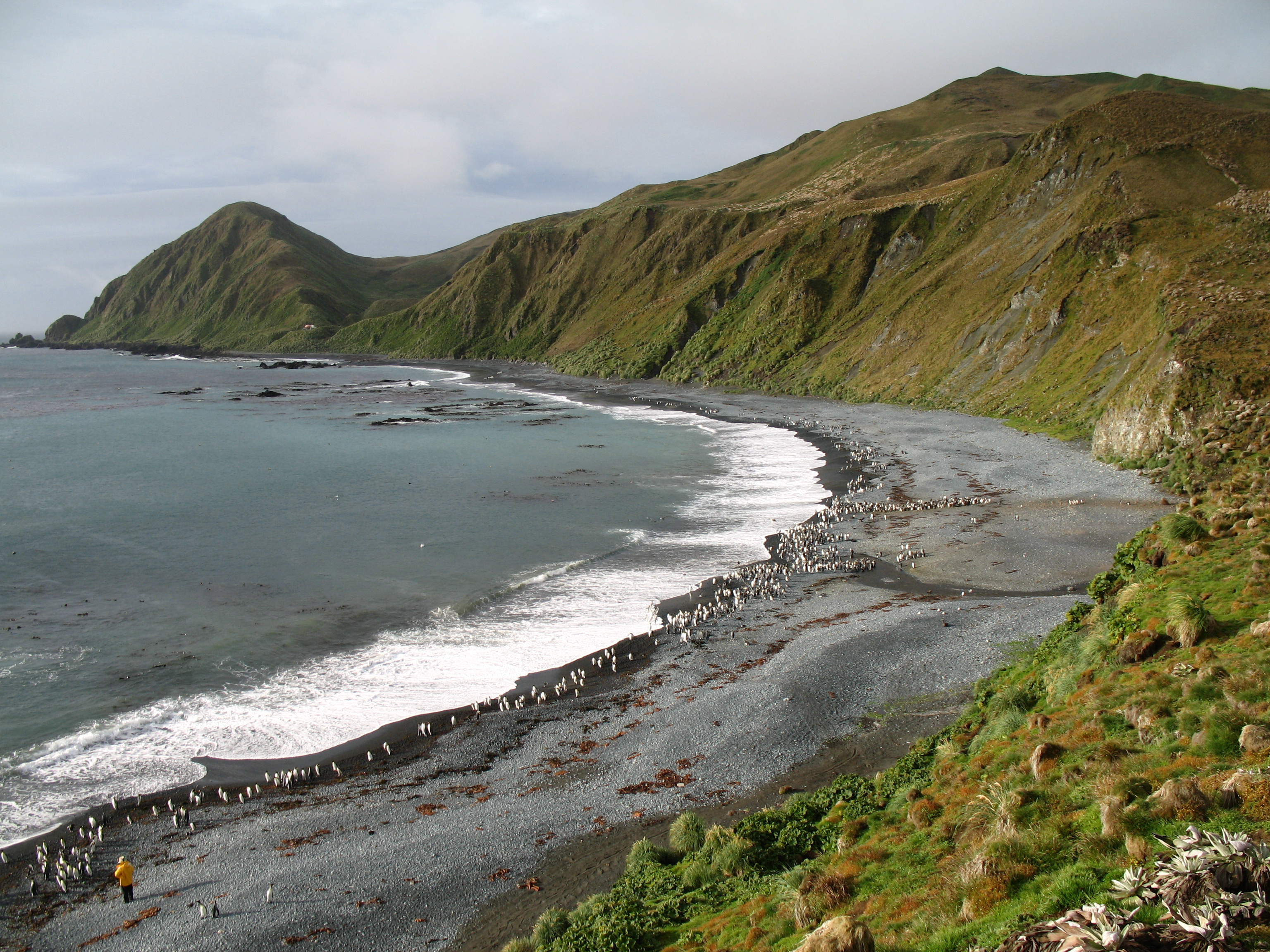
Macquarieinsel mit Hauben- und Königspinguinen

Tasmanien ist die größte Insel Australien, um die sich 240 Inseln an ihren Küsten gruppieren.
- Albatross Island
- Bruny Island
- Eddystone Island
- Furneaux-Gruppe
  - Cape Barren Island
  - Clarke Island
  - Flinders Island
  - Preservation Island
- Goat Island
- Hogan Island
- Hunter Island
- Kent-Gruppe
  - Deal Island
- King Island
- Louisa Island
- Maatsuyker Islands
  - De Witt Island
  - Flat Witch Island
  - Maatsuyker Island
  - Needle Rocks
- Macquarie Island
  - Anchor Rock
  - Bishop and Clerk
  - Judge and Clerk
- Maria Island
- Pedra Branca
- Robbins Island
- Rodondo Island
- Sarah Island
- Schouten Island
- Three Hummock Island
- Waterhouse-Island-Gruppe:
  - Waterhouse Island
  - Little Waterhouse Island
  - Swan Island
  - Little Swan Island
  - Cygnet Island
  - Foster Islands
  - St Helens Island
  - Ninth Island
  - Paddys Island
  - Maclean Island
  - Baynes Island
  - Tenth Island
  - Bird Rock
  - George Rocks

## Victoria
- Anser Island
- Barrallier Island
- Bennison Island
- Beveridge Island
- Chinaman Island
- Churchill Island
- Corner Island
- Duck Island
- Elizabeth Island

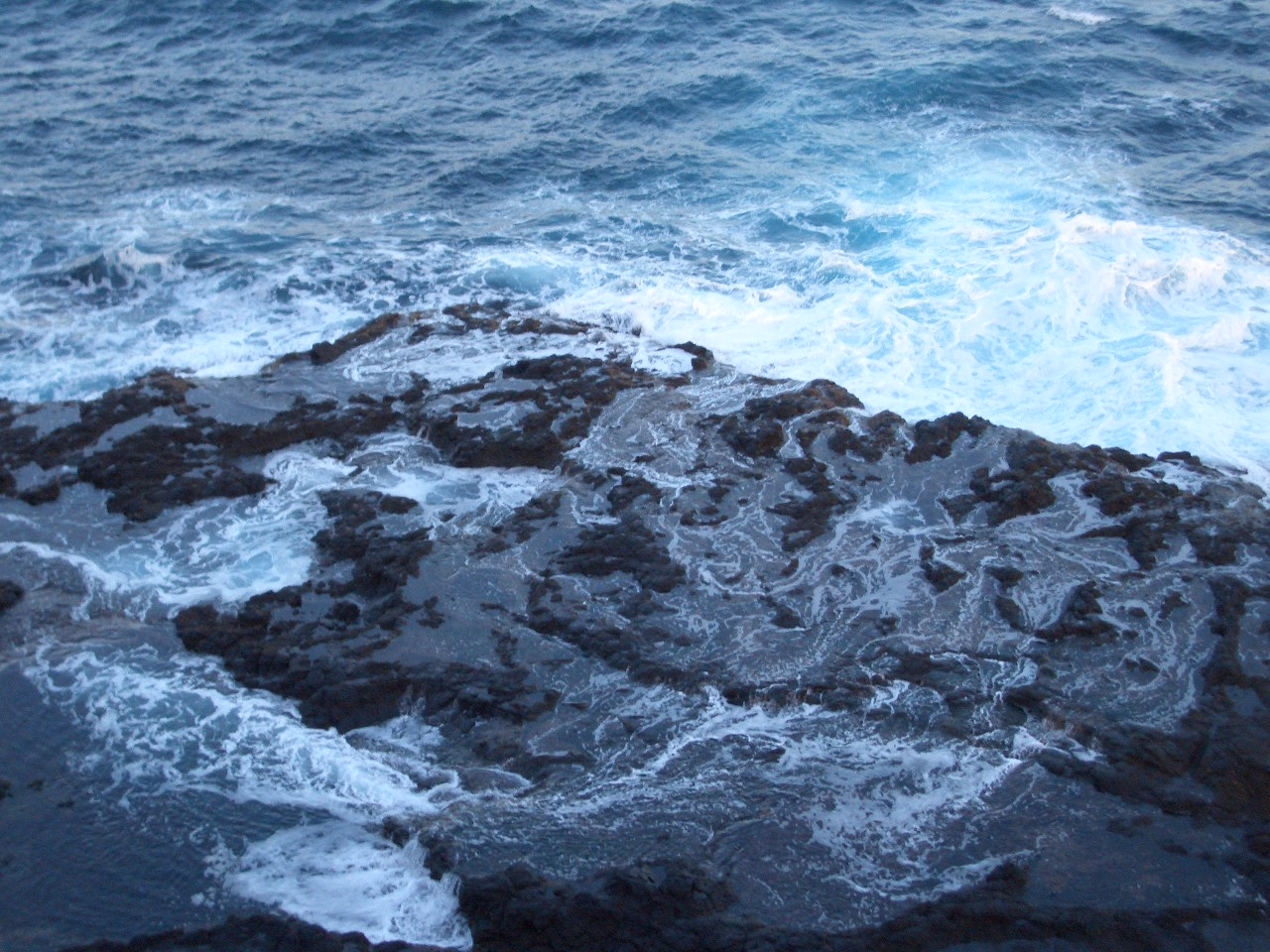
Küste der Phillip Island

- French Island im French Island National Park
- Gabo Island
- Griffiths Island
- Herring Island
- Joe Island
- Kanowna Island
- Lady Julia Percy Island
- Mud Islands
- Norman Island
- Pental Island
- Phillip Island
- Raymond Island
- Rotamah Island
- Shellback Island
- Snake Island
- Sunday Island
- Swan Island
- Tullaberga Island

## Western Australia

### Inseln

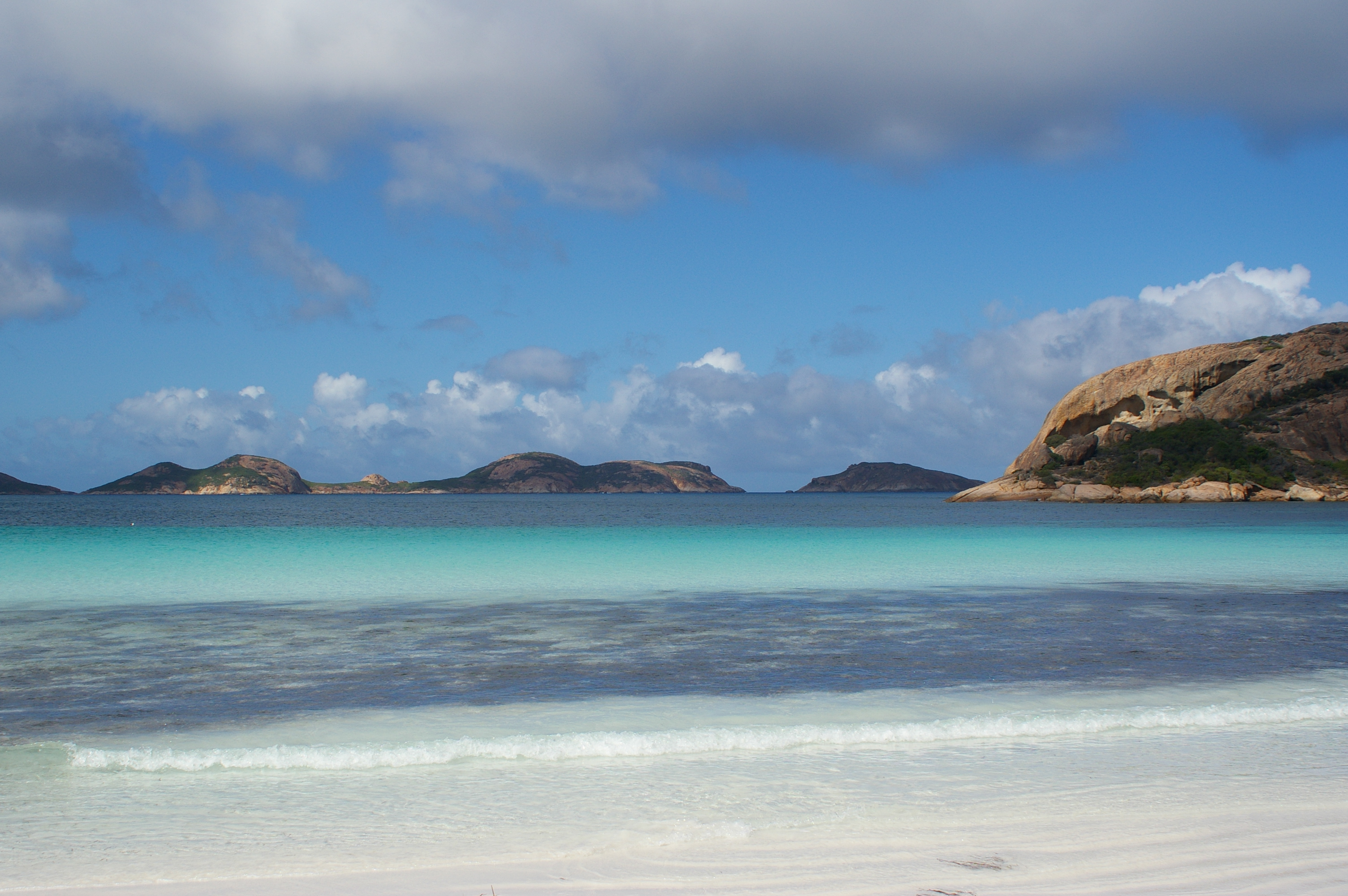
Recherche-Archipel

- Barrow Island
- Bernier Island
- Bonaparte-Archipel
- Buccaneer-Archipel
- Carnac Island
- Eclipse Island
- Lacepede Islands
- Molloy Island
- Montebello Islands
- Penguin Island
- Recherche-Archipel
- Ronsard Island
- Rottnest Island
- Rowley Shoals
- Scott and Seringapatam Reefs
- Varanus Island
- Wedge Island

### Inselgruppen
- Cockatoo Island
  - Cape Leeuwin Islands
  - Dampier-Archipel
  - Rosemary Island
  - Garden Island

- Easter Group
  - Alexander Island
  - Morley Island
  - Rat Island
  - Suomi Island
  - Wooded Island

- Rosemary Island
  - Dirk Hartog Island
  - Dorre Island
  - Garden Island
  - Houtman Abrolhos
  - Koks Island

- Pelsaert Group
  - Gun Island
  - Middle Island
  - Pelsaert Island

- Wallabi Group
  - Beacon Island
  - East Wallabi Island
  - Long Island
  - North Island
  - Pigeon Island
  - West Wallabi Island

## Australische Außengebiete
- Ashmore and Cartier Islands
  - West Islet
  - Middle Islet
  - East Islet
  - Cartier Island
- Australian Antarctic Territory
  - Achernar Island
  - Masson Island
  - Hawker Island (68° 39'S, 77° 52'E)[3]
  - Frazier Islands (66° 14'S, 110° 10'E)[3]

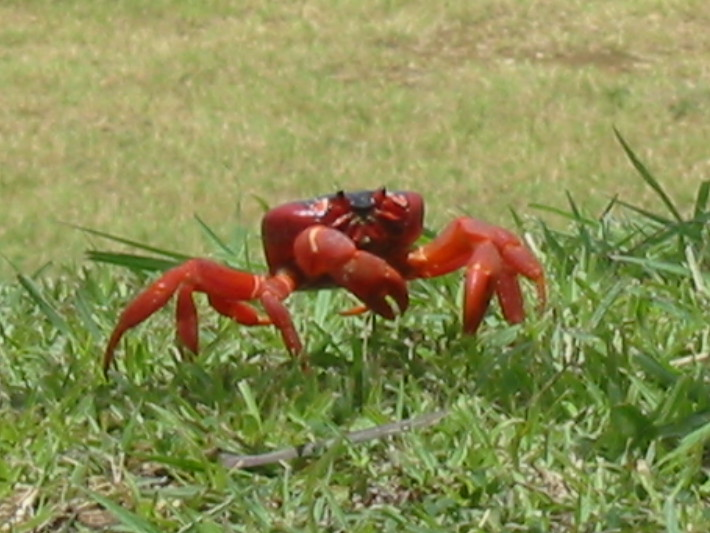
Weihnachtsinselkrabbe

  - Giganteus Island (67° 37'S, 62° 33'E)[3]
- Weihnachtsinsel
- Cocos (Keeling) Islands
  - South Keeling Atoll
    - Horsburgh Island (Pulau Luar)
    - Direction Island (Pulau Tikus)
    - Workhouse Island (Pulau Pasir)
    - Prison Island (Pulau Beras)
    - Woeplace Islets (Pulau Gangsa)
    - Home Island (Pulau Selma)
    - Scaevola Islet (Pulau Ampang Kechil)
    - Canui Island (Pulau Ampang)
    - Ampang Minor (Pulau Wa-idas)
    - Goldwater Island (Pulau Blekok)
    - Thorn Island (Pulau Kembang)
    - Gooseberry Island (Pulau Cheplok)
    - Misery Island (Pulau Pandan)
    - Goat Island (Pulau Siput)
    - Middle Mission Isle (Pulau Jambatan)
    - South Goat Island (Pulau Labu)
    - South Island (Pulau Atas)
    - North Goat Island (Pulau Kelapa Satu)
    - East Cay (Pulau Blan)
    - Burial Island (Pulau Blan Madar)
    - West Cay (Pulau Maria)
    - Keelingham Horn Island (Pulau Kambling)
    - West Island (Pulau Panjang)
    - Turtle Island (Pulau Wak Bangka)

  - North Keeling Island (Atoll)
- Coral Sea Islands
  - Cato Island
  - Elizabeth Reef
  - Middleton Reef
  - Willis Island
- Heard Island and McDonald Islands
  - Heard Island
  - McDonald Islands
    - McDonald Island
    - Flat Island
    - Meyer Rock
- Norfolk Island
  - Nepean Island
  - Phillip Island